# سلو ایمنی ژدانووا (داغستان)
سلو ایمنی ژدانووا (به لاتین: Selo imeni Zhdanova) یک منطقهٔ مسکونی در روسیه است که در شهرستان کیزلیارسکی واقع شده‌است.